# Bupleurum gerardi
Bupleurum gerardi es una especie de planta herbácea perteneciente a la familia de las apiáceas.

## Descripción
Es una hierba anual, que puede superar el medio metro de altura. Las hojas son estrechamente lineares y paralelinervias (graminiformes). Las flores son amarillentas, agrupadas en umbelas de primer orden largamente pedunculadas, que surgen de brácteas largas, terminadas en umbélulas de flores cortamente pedunculadas, con bractéolas más largas que los pedúnculos. 

## Hábitat
Especie terófita se encuentra en los pastizales algo húmedos en áreas frescas de montaña. 

## Distribución
Es endémica de la región del Mediterráneo. En la península ibérica se encuentra en Barcelona, Castellón, Gerona y Valencia.

## Taxonomía
Bupleurum gerardi fue descrita por Carlos Linneo y publicado en Species Plantarum 1: 238. 1753.
Citología
Número de cromosomas de Bupleurum gerardi (Fam. Umbelliferae) y táxones infraespecíficos = Bupleurum gerardi All.
 n=8; 2n=16.
Etimología
Bupleurum: nombre genérico que deriva de dos palabras griegas bous y pleurón, que significa "buey" y "costa". Probable referencia a las ranuras longitudinales de las hojas de algunas especies del género. Este nombre fue usado por primera vez por Hipócrates y, de nuevo, en tiempos relativamente modernos, por Tournefort y Linneo.
gerardi: epíteto
Sinonimia
- Bupleurum australe` Jord.
- Bupleurum filicaule Brot.
- Bupleurum jacquinianum Jord.[3]